# Ponorogo
Ponorogo – miasto w Indonezji na Jawie w prowincji Jawa Wschodnia w dolinie pomiędzy wulkanami Lawu i Liman; ośrodek administracyjny dystryktu Ponorogo; 108 tys. mieszkańców (2005).
Ośrodek regionu rolniczego, uprawa trzciny cukrowej, ryżu, kukurydzy i orzeszków ziemnych; przemysł spożywczy i papierniczy. 